# روبرت وارد (روائي)
روبرت وارد (بالإنجليزية: Robert Ward)‏ (27 أكتوبر 1943)؛ كاتب سيناريو وروائي أمريكي.

## روابط خارجية
- روبرت وارد على موقع IMDb (الإنجليزية)
- روبرت وارد على موقع قاعدة بيانات الفيلم (الإنجليزية)